# Lidia Uziębło
Lidia Uziębło (ur. 8 września 1923 w Turce n. Stryjem) – polska profesor nauk rolniczych w dyscyplinie zootechnika, specjalistka w zakresie hodowli i żywienia drobiu, nauczyciel akademicki

## Życiorys
Lidia Uziębło aktywność zawodową rozpoczęła w 1946 w Izbie Rolniczej w Gdańsku, a następnie w Urzędzie Ziemskim we Wrocławiu. Równocześnie rozpoczęła tam studia rolnicze na Uniwersytecie i Politechnice, które ukończyła w 1951. Po studiach podjęła pracę w WZ PGR we Wrocławiu, a następnie jako starszy asystent w warszawskiej SGGW. Stopień doktora nauk rolniczych otrzymała w 1964 na Wydziale Rolniczym Wyższej Szkoły Rolniczej w Szczecinie po obronie dysertacji Badania nad rozwojem indyka od wylęgu do dojrzałości ubojowej ze szczególnym uwzględnieniem niektórych wskaźników użytkowości rzeźnej (promotor: prof. Jerzy Szuman). W 1971 uzyskała stopień doktora habilitowanego w SGGW w Warszawie na podstawie dorobku naukowego i monografii Efekty stosowania mieszanek o różnej zawartości białka i energii w tuczu brojlerów indyczych. W 1980 otrzymała tytuł profesora nauk rolniczych. W latach 1972-1975 pełniła funkcję prodziekana, a w latach 1981-1984 – dziekana Wydziału Zootechnicznego Akademii Rolniczej w Szczecinie. W 1989 została mianowana przez Ministra Edukacji Narodowej na profesora zwyczajnego. W 1993 przeszła na emeryturę.

## Praca naukowo-dydaktyczna
Profesor Lidia Uziębło zajmowała się zagadnieniem chowu i żywienia w tuczu indyków i kur, doborem optymalnej paszy, a także poszukiwaniem zależności między niektórymi parametrami biochemicznymi płynów ustrojowych u ptaków a ich produkcyjnością (indyki, kury). Główną ideą tych badań było znalezienie takich markerów użytkowości drobiu, które mogłyby zastąpić tradycyjne metody kontroli użytkowości. W zakresie dydaktyki prowadziła wykłady na dwóch kierunkach: rolniczym i zootechnicznym, była inicjatorką praktyk studenckich w fermach drobiarskich. Opublikowała 163 prace naukowe, w tym kilkakrotnie wznawiany podręcznik.

## Wybrane publikacje
- Efekty stosowania w tuczu broilerów indyczych mieszanek paszowych o różnej zawartości białka i energii. Rozprawy nr 25. Wydaw. Uczel. Wyższej Szkoły Rolniczej w Szczecinie, Szczecin 1971 (rozprawa habilitacyjna)
- Indyki. PWRiL 1977, 323 ss. (wsp. Anna Ponińska) wielokrotnie wznawiane
- Wykorzystanie pszenżyta (triticale) w mieszankach paszowych dla kur nieśnych. „Zesz. Nauk. Drob.” 1987, 4, s. 55-60 (wsp. Alicja Dańczak, Dorota Wojdała)
- Masa ciała i niektóre wskaźniki morfologiczne i histologiczne u kur żywionych mieszankami z udziałem śruty rzepakowej i u ich potomstwa. „Zesz. Nauk. Drob.” 1987, 4, s. 63-72 (wsp. J. Zięba, A. Witkowski, A. Brodacki)
- The effect of feeding triticale and rape seed products on sensory characteristics of broiler meats. „J. Anim. Feed Sci.” 1992, 1(1), s.59-63 (wsp. J. Gardzielewska, Jerzy Kortz, Zofia Tarasewicz, T. Karamucki)[9]
- Effect of lupin alkaloid fractions level on performance and blood parameters in chickens. „J. Anim. Feed Sci.” 1996, 5, s.261-271 (wsp. K. Gulewicz, Z. Tarasewicz, Marek Bednarczyk, Danuta Szczerbińska, M. Ligocki. doi 10.22358/jafs/69605/1996
- Estimation of influence of different froups of chemical compounds from Lupinus angustifolius seeds on development of chicken embryo. „Bull. Polish Acad. Sci. Chem.” 1996, 44(2), s.70-83 (wsp. M. Bednarczyk, M. Lisowski, Maria Siwek, Maciej Stobiecki, K. Gulewicz)

## Odznaczenia i nagrody[1]
- Krzyż Kawalerski Orderu Odrodzenia Polski (1982)
- Złoty Krzyż Zasługi (1977)
- Nagroda indywidualna naukowa III stopnia Ministra Nauki, Szkolnictwa Wyższego i Techniki (1972) za pracę habilitacyjną
- Nagroda indywidualna dydaktyczna III stopnia Ministra Nauki, Szkolnictwa Wyższego i Techniki (1974)
- Nagroda naukowa dydaktyczna III stopnia Ministra Nauki, Szkolnictwa Wyższego i Techniki (1977) za podręcznik
- Nagroda zespołowa dydaktyczna I stopnia Ministra Nauki, Szkolnictwa Wyższego i Techniki za podręczniki dla studentów
- Nagroda Wojewody Szczecińskiego za zasługi dla nauki i postępu
- kilka nagród rektorskich